# Månstorp
Månstorp (før 1658 dansk: Mogenstrup) var en herregård i Oxie herred, Skåne, Sverige.

## Historie
Mogenstrup er en gammel sædegård, hvis første kendte ejer var hr. Niels, der hørte til slægten Hack, som solgte en broderlod i Mogenstrup til sin fætter rigsråd Nils Hack (død 1508). Senere kom den til slægten Bille. Rigshofmesteren Eske Bille foretog ombygningsarbejder på Mogenstrup omkring 1540. Anne Rud døde her 1533. 
Efter freden i København overgik den som bornholmsk vederlagsgods til den svenske krone. Godset blev forlenet til Skånes generalguvernør, rigsadmiralen Gustav Otto Stenbock. Herefter blev det anvendt militært. Selve anlægget bestod af en jordvold omkranset af en voldgrav, hvor hovedbygningen lå indbygget i volden. Anlægget blev ødelagt af danskerne under Den Skånske Krig i 1678 og er i dag en ruin.